# Puig de Grialó
El Puig de Grialó és una muntanya de 668 metres del poble de Colldelrat, al municipi d'Artesa de Segre, a la comarca catalana de la Noguera. Al cim podem trobar-hi un vèrtex geodèsic (referència 264101001).
Aquest cim està inclòs al llistat dels 100 cims de la FEEC.

## Situació

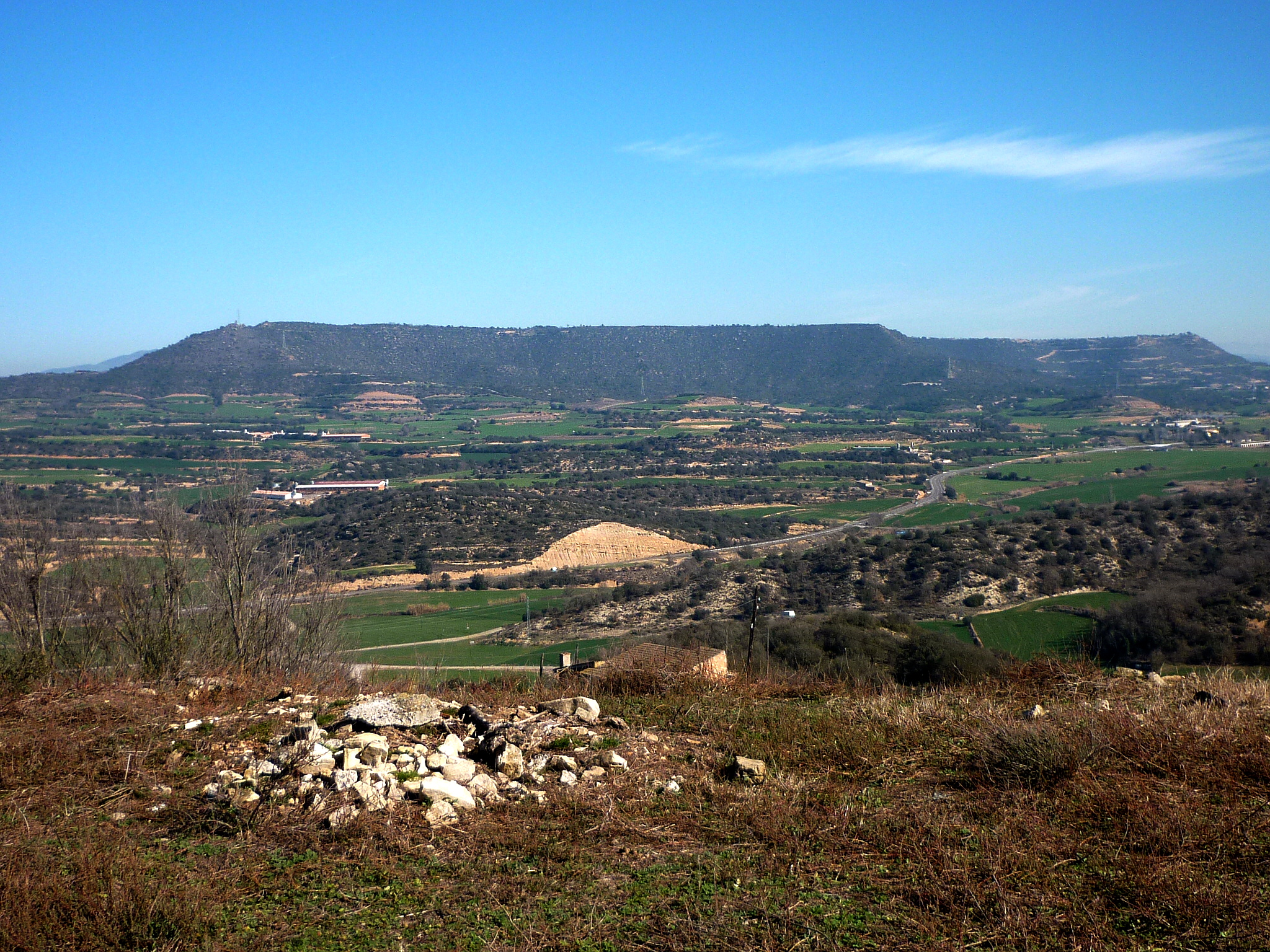
Altiplà de la Força (Imatge amb anotacions)

Es troba a l'extrem ponentí de la serra de la Força, un altiplà de 3,5 km de llargada (est - oest) i una amplada màxima d'1,8 km, on conflueixen els termes municipals d'Artesa de Segre, Ponts i Oliola. Tot i ser el cim de més altura de la serra, la seva prominència respecte a l'altura mitjana de l'altiplà és molt minsa, per la qual cosa amb prou feines destaca de la línia cimera. En canvi sí que és respectable la seva prominència amb relació a les valls circumdants: 250 metres sobre els plans de Seró - Tudela, al sud, i 363 metres respecte a la vall del Segre que revolta la serra pel nord. A més el Puig presenta per totes bandes, excepte llevant, unes redreçades costes de més de 150 metres de desnivell que accentuen el seu aspecte altívol, costes que, per altra part, circumden la serra de la Força en la seva totalitat.
Des del Puig de Grialó es desprèn en direcció sud-oest una curta cresta d'uns 300 metres i poc desnivell que mena a un cim secundari, a 1 km de Collderat, on s'aixeca el Castell de Grialó i les restes, encara vistents, de l'església romànica de Sant Miquel.

## Geomorfologia
Els materials que conformen el Puig de Grialó, com els de tota la serra, són margues, calcàries i gresos, disposades en capes alternes, de la formació molassa de Solsona. Són sediments que es van dipositar durant l'oligocè a la Depressió Central procedents de la denudació dels llavors joves Pirineus. La posterior erosió, actuant sobre els estrats pràcticament horitzontals i de distinta duresa, ha modelat els relleus "en cuesta" característics de la serra.

## Vegetació

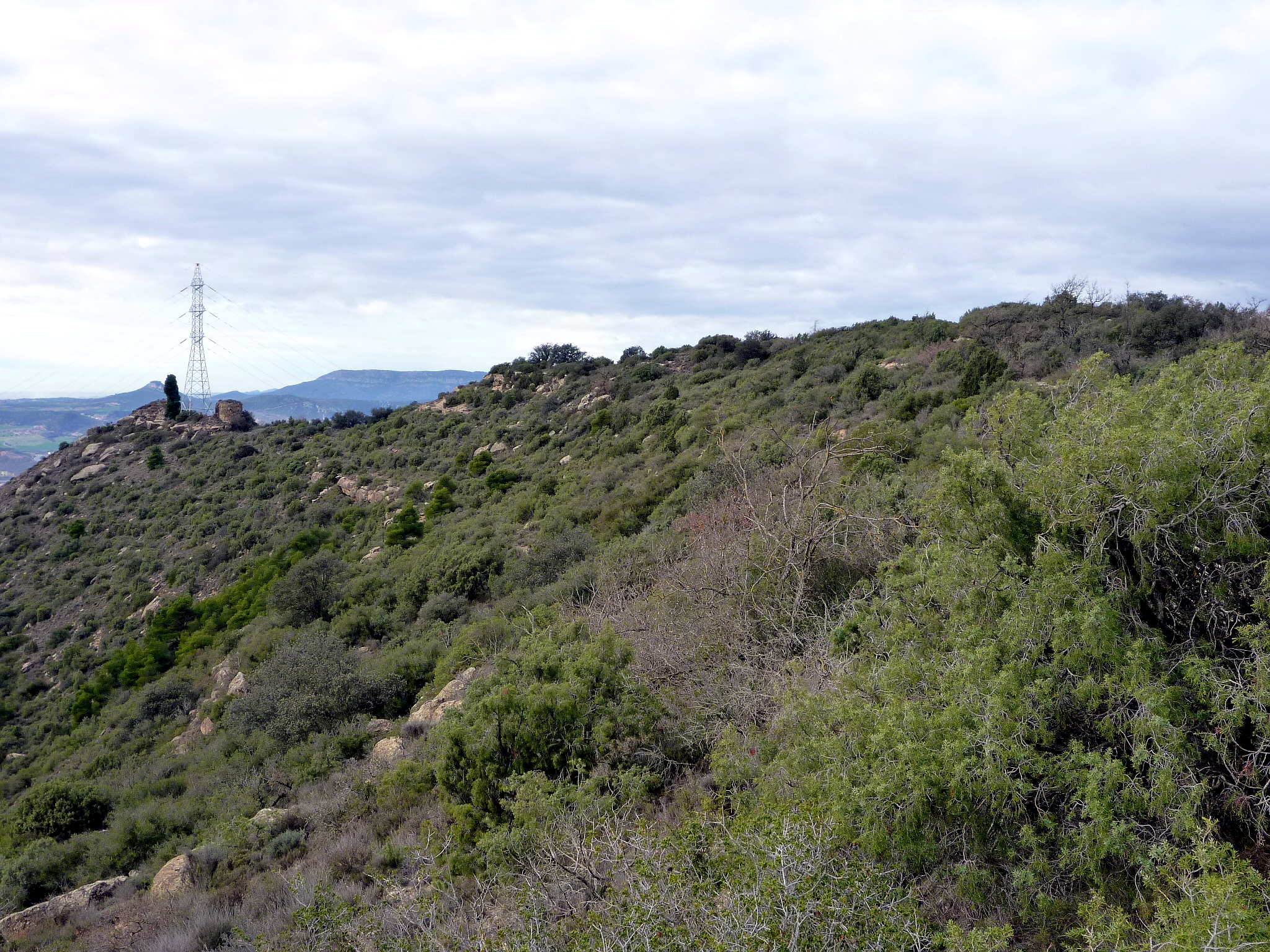
Vessant sud del Puig de Grialó amb el castell a l'esquerra

Al Puig de Grialó, com a la resta de la vall d'Artesa de Segre, regeix un clima continental caracteritzat per forts desnivells tèrmics entre el dia i la nit, estius molt calorosos, hiverns molt freds i una pluviositat inferior a 500 mm. En conseqüència hi domina una formació vegetal esclerofil·le en què hi predomina la carrasca (Quercus ilex ballota) acompanyada no menys abundosament pel càdec (Juniperus oxycedrus). Al vessant sud (solana) fins a la carena s'hi afegeix el garric (Quercus coccifera) i la vegetació és molt esparsa. En canvi, a la costa nord (obaga) el roure de fulla petita (Quercus faginea), junt amb el càdec i la carrasca, formen un bosc continu i molt atapeït.

## Per anar-hi
La ruta normal i més atractiva parteix de Colldelrat, un poble a ponent de la serra de la Força des d'on s'albira perfectament el Puig de Grialó. Se surt de davant de l'església de Sant Miquel i es pren una pista forestal en direcció nord. Al cap de poc (150 metres) s'agafa el camí del dipòsit, el de la dreta en direcció a llevant, que no es deixa fins a arribar al peu de la costa del castell, on es troba la bassa d'en Coll. A la dreta de la bassa surt un senderó que salva els últims 100 metres de desnivell fins al castell. Prosseguint per la carena s'arriba al cap de poc al Puig de Grialó.